# Mark Buchanan
Mark Buchanan (ur. 31 października 1961 w Cleveland, Ohio) – amerykański fizyk teoretyczny, autor książek i artykułów. Był redaktorem naczelnym Nature i New Scientist. Pisał gościnnie felietony  w The New York Times  i regularnie co miesiąc felietony dla Nature Physics.
Dostał nagrodę Lagrange Prize w 2009.

## Książki
- Forecast: What Physics, Meteorology, and the Natural Sciences Can Teach Us About Economics (Bloomsbury Publishing Plc, London 2013)
- Ubiquity: The Science of History… or Why the World is Simpler Than We Think (Weidenfeld & Nicolson, London, 2000);
- Nexus: Small Worlds and the New Science of Networks (W.W. Norton & Co, New York, 2002)
- The Social Atom (Bloomsbury Press, New York, 2007).